# Grim Sleeper
Grim Sleeper és el malnom

d'un assassí en sèrie de Los Angeles, Califòrnia que es creu responsable d'almenys onze assassinats i un intent d'assassinat a Los Angeles des de 1985.